# هندسة جبرية

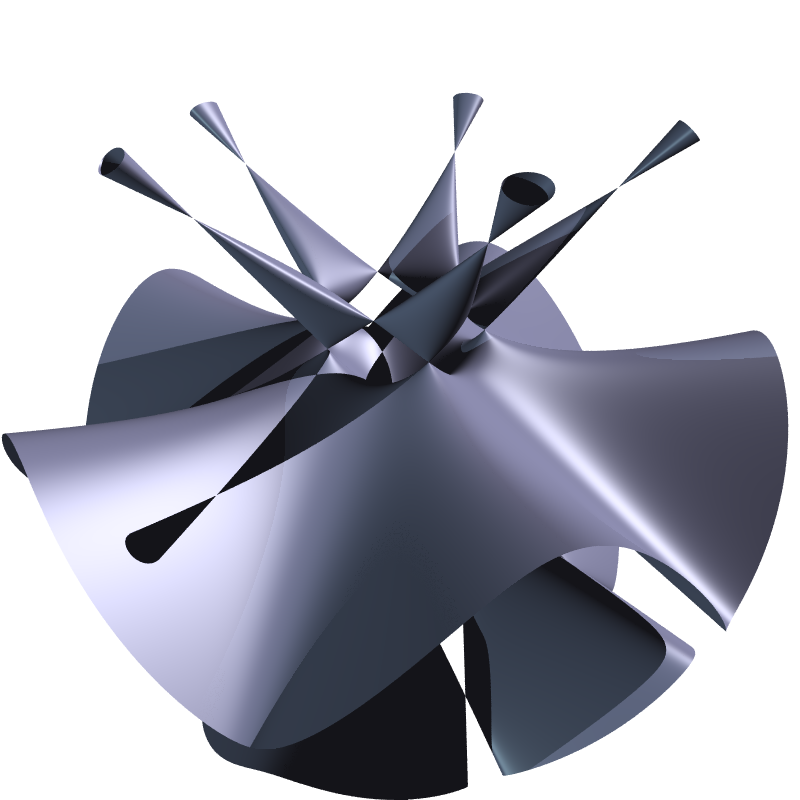
سطح توغلياتي، هو سطح جبري من الدرجة الخامسة.

الهندسة الجبرية (بالإنجليزية: Algebraic geometry)‏ هي أحد فروع الرياضيات التي تدمج الجبر التجريدي خصوصاً الجبر التبديلي مع الهندسة الرياضية. تحتل الهندسة الجبرية مكاناً مركزياً في الرياضيات الحديثة، ولها علاقات مختلفة مع فروع الرياضيات الأخرى كالتحليل العقدي والطوبولوجيا ونظرية الأعداد.
يمكن أن يُرى على أنه مجموعات حلول لجمل المعادلات الجبرية. عندما لا يكون هناك أكثر من متغير واحد تدخل الاعتبارات الهندسية في الموضوع كثيرا لفهم الظاهرة المدروسة.

## مفاهيم أساسية
تنوع جبري.